# USE Basket Femminile Empoli 2020-2021
Questa voce raccoglie le informazioni riguardanti la USE Basket Femminile Empoli nelle competizioni ufficiali della stagione 2020-2021.

## Stagione
La stagione 2020-2021 della USE Basket Femminile Empoli, sponsorizzata Scotti, è stata la terza che ha disputato in Serie A1 femminile.

## Verdetti stagionali
- Serie A1: (27 partite)

stagione regolare: 6º posto su 14 squadre (15-10);
play-off: sconfitta ai quarti di finale da Ragusa (0-2).
- Coppa Italia: (1 partita)

sconfitta ai quarti di finale da Ragusa (80-90).

## Roster
|    | Naz.                                    | Ruolo | Sportivo            | Anno | Alt. |  |        |
| -- | --------------------------------------- | ----- | ------------------- | ---- | ---- |  | ------ |
| 3  | Stati Uniti (bandiera)                  | G     | Kamiah Smalls       | 1998 | 178  |  |        |
| 5  | Italia (bandiera)                       | G     | Irene Ruffini       | 2003 | 175  |  |        |
| 7  | Croazia (bandiera)                      | AC    | Nina Premasunac     | 1992 | 187  |  |        |
| 8  | Italia (bandiera)                       | G     | Alice Lucchesini    | 1996 | 175  |  |        |
| 9  | Argentina (bandiera)                    | PG    | Florencia Chagas    | 2001 | 178  |  |        |
| 11 | Italia (bandiera)                       | P     | Valentina Baldelli  | 1989 | 171  |  |        |
| 12 | Italia (bandiera)                       | G     | Anna Francalanci    | 2002 | 177  |  |        |
| 13 | Italia (bandiera)                       | P     | Lucrezia Malquori   | 2001 | 171  |  |        |
| 14 | Italia (bandiera)                       | G     | Ashley Ravelli      | 1993 | 176  |  |        |
| 15 | Italia (bandiera)                       | AC    | Laura Manetti       | 1999 | 181  |  |        |
| 18 | Lituania (bandiera) · Italia (bandiera) | A     | Gabrielė Narvičiūtė | 1990 | 190  |  | (cap.) |
| 19 | Italia (bandiera)                       | G     | Francesca Antonini  | 2005 | 176  |  |        |
| 20 | Italia (bandiera)                       | PG    | Emma Aramini        | 2002 | 160  |  |        |
| 35 | Stati Uniti (bandiera)                  | C     | Erin Mathias        | 1995 | 193  |  |        |

## Risultati

### Coppa Italia

#### Quarti di finale
| Arbitri: | Moreno Almerigogna (Trieste) Irene Frosolini (Grosseto) Maria Giulia Forni (Cervia) |

|             |          |              |
| Harrison 31 | Punti    | 17 Smalls    |
| Santucci 8  | Assist   | 4 Premasunac |
| Santucci 11 | Rimbalzi | 12 Mathias   |

## Statistiche

### Statistiche di squadra
| Competizione | Punti | In casa | In casa | In casa | In casa | In casa | In trasferta | In trasferta | In trasferta | In trasferta | In trasferta | Totale | Totale | Totale | Totale | Totale | Totale |
| Competizione | Punti | G       | V       | P       | Ptf     | Pts     | G            | V            | P            | Ptf          | Pts          | G      | V      | P      | Ptf    | Pts    | Diff.  |
| ------------ | ----- | ------- | ------- | ------- | ------- | ------- | ------------ | ------------ | ------------ | ------------ | ------------ | ------ | ------ | ------ | ------ | ------ | ------ |
| Serie A1     | 30    | 13      | 8       | 5       | 874     | 861     | 12           | 7            | 5            | 898          | 875          | 25     | 15     | 10     | 1772   | 1736   | +36    |
| Play-off     |       | 1       | 0       | 1       | 54      | 60      | 1            | 0            | 1            | 76           | 78           | 2      | 0      | 2      | 130    | 138    | -8     |
| Coppa Italia |       | -       | -       | -       | -       | -       | 1            | 0            | 1            | 80           | 90           | 1      | 0      | 1      | 80     | 90     | -10    |
| Totale       |       | 14      | 8       | 6       | 928     | 921     | 14           | 7            | 7            | 1054         | 1043         | 28     | 15     | 13     | 1982   | 1964   | +18    |

### Statistiche delle giocatrici
Campionato (stagione regolare e play-off)
| Giocatrice               | Partite | Partite | Min. | Pun | Tiri da 2 | Tiri da 2 | Tiri da 2 | Tiri da 3 | Tiri da 3 | Tiri da 3 | Tiri Liberi | Tiri Liberi | Tiri Liberi | Rimbalzi | Rimbalzi | Rimbalzi | Palle | Palle | Stopp. | Stopp. | Ass | Falli | Falli | Val. |
| Giocatrice               | Pr      | PG      | Min. | Pun | R         | T         | %         | R         | T         | %         | R           | T           | %           | D        | O        | T        | P     | R     | S      | D      | Ass | F     | S     | Val. |
| ------------------------ | ------- | ------- | ---- | --- | --------- | --------- | --------- | --------- | --------- | --------- | ----------- | ----------- | ----------- | -------- | -------- | -------- | ----- | ----- | ------ | ------ | --- | ----- | ----- | ---- |
| Francesca Antonini       | 1       | 1       | 1    | 0   |           |           |           |           |           |           |             |             |             |          |          |          |       |       |        |        |     |       |       |      |
| Valentina Baldelli       | 27      | 27      | 747  | 207 | 24        | 60        | 40        | 44        | 126       | 35        | 27          | 32          | 84          | 44       | 11       | 55       | 55    | 19    | 4      | 3      | 80  | 64    | 50    | 168  |
| Florencia Natalia Chagas | 27      | 27      | 642  | 249 | 39        | 124       | 31        | 43        | 138       | 31        | 42          | 52          | 81          | 66       | 20       | 86       | 58    | 31    | 10     |        | 43  | 59    | 57    | 149  |
| Anna Ginevra Francalanci | 14      | 3       | 7    | 2   | 0         | 1         | 0         |           |           |           | 2           | 4           | 50          | 1        | 1        | 2        |       |       |        |        |     |       | 2     | 3    |
| Alice Lucchesini         | 27      | 14      | 75   | 8   | 1         | 3         | 33        | 2         | 11        | 18        |             |             |             | 5        | 2        | 7        | 4     | 3     | 2      |        | 4   | 14    | 1     | -8   |
| Lucrezia Malquori        | 14      | 3       | 8    | 0   | 0         | 1         | 0         | 0         | 3         | 0         |             |             |             |          | 1        | 1        | 1     |       |        |        | 1   |       |       | -3   |
| Laura Manetti            | 27      | 24      | 150  | 26  | 13        | 27        | 48        | 0         | 4         | 0         |             |             |             | 14       | 9        | 23       | 16    | 3     | 3      | 1      | 4   | 18    | 2     | 4    |
| Erin Elizabeth Mathias   | 27      | 27      | 816  | 329 | 130       | 267       | 49        | 6         | 22        | 27        | 51          | 68          | 75          | 169      | 78       | 247      | 51    | 16    | 13     | 24     | 31  | 67    | 86    | 432  |
| Gabrielė Narvičiūtė      | 27      | 27      | 463  | 52  | 17        | 63        | 27        | 3         | 17        | 18        | 9           | 19          | 47          | 68       | 21       | 89       | 32    | 12    | 5      | 4      | 21  | 57    | 23    | 37   |
| Nina Premasunac          | 27      | 26      | 732  | 291 | 101       | 207       | 49        | 13        | 40        | 32        | 50          | 81          | 62          | 163      | 82       | 245      | 61    | 21    | 11     | 12     | 53  | 73    | 79    | 392  |
| Ashley Ravelli           | 27      | 27      | 757  | 235 | 25        | 81        | 31        | 53        | 143       | 37        | 26          | 31          | 84          | 34       | 5        | 39       | 43    | 22    | 3      |        | 38  | 60    | 32    | 109  |
| Irene Ruffini            | 24      | 23      | 157  | 25  | 6         | 16        | 38        | 3         | 8         | 38        | 4           | 4           | 100         | 10       | 8        | 18       | 13    | 4     | 2      |        | 8   | 28    | 5     | 2    |
| Kamiah Regina Smalls     | 27      | 27      | 870  | 478 | 105       | 187       | 56        | 59        | 156       | 38        | 91          | 105         | 87          | 112      | 28       | 140      | 68    | 37    | 12     | 4      | 74  | 33    | 94    | 521  |